# Drakontyum
Drakontyum (Dracontium) je rod rostlin z čeledi árónovité. Jsou to vytrvalé byliny s podzemní hlízou, vzhledově podobné známějším zmijovcům. Na rozdíl od nich pocházejí z tropické Ameriky. Je známo celkem 23 druhů. Některé druhy jsou obří byliny, jejichž deštníkovité listy mohou dosáhnout výšky až 5 a šířky až 3 metrů. Květenstvím je palice s toulcem, která je na rozdíl od palice zmijovce složena z oboupohlavných květů. Plodem jsou bobule v palicovitém plodenství.
Drakontya jsou pěstována jako bizarně vyhlížející rostliny v tropických zahradách a ve sklenících botanických zahrad. Mají také význam v domorodé medicíně, kde jsou využívána zejména při léčení hadího uštknutí.

## Charakteristika
Některé druhy dorůstají značných rozměrů, šířka listové čepele může přesáhnout 3 metry a spočívá na až pětimetrovém řapíku. Drakontya jsou v nekvetoucím stavu velmi podobná zmijovcům, pocházejícím z tropů Starého světa. U obou rodů vyrůstá z podzemní hlízy rozměrný, většinou jediný list s bohatě členěnou čepelí. Zásadní rozdíl mezi oběma rody je v generativních orgánech. Květy zmijovců jsou jednopohlavné a v rámci palice rozčleněné do samčí a samičí zóny, zatímco květy drakontyí jsou oboupohlavné a palice je uniformní.

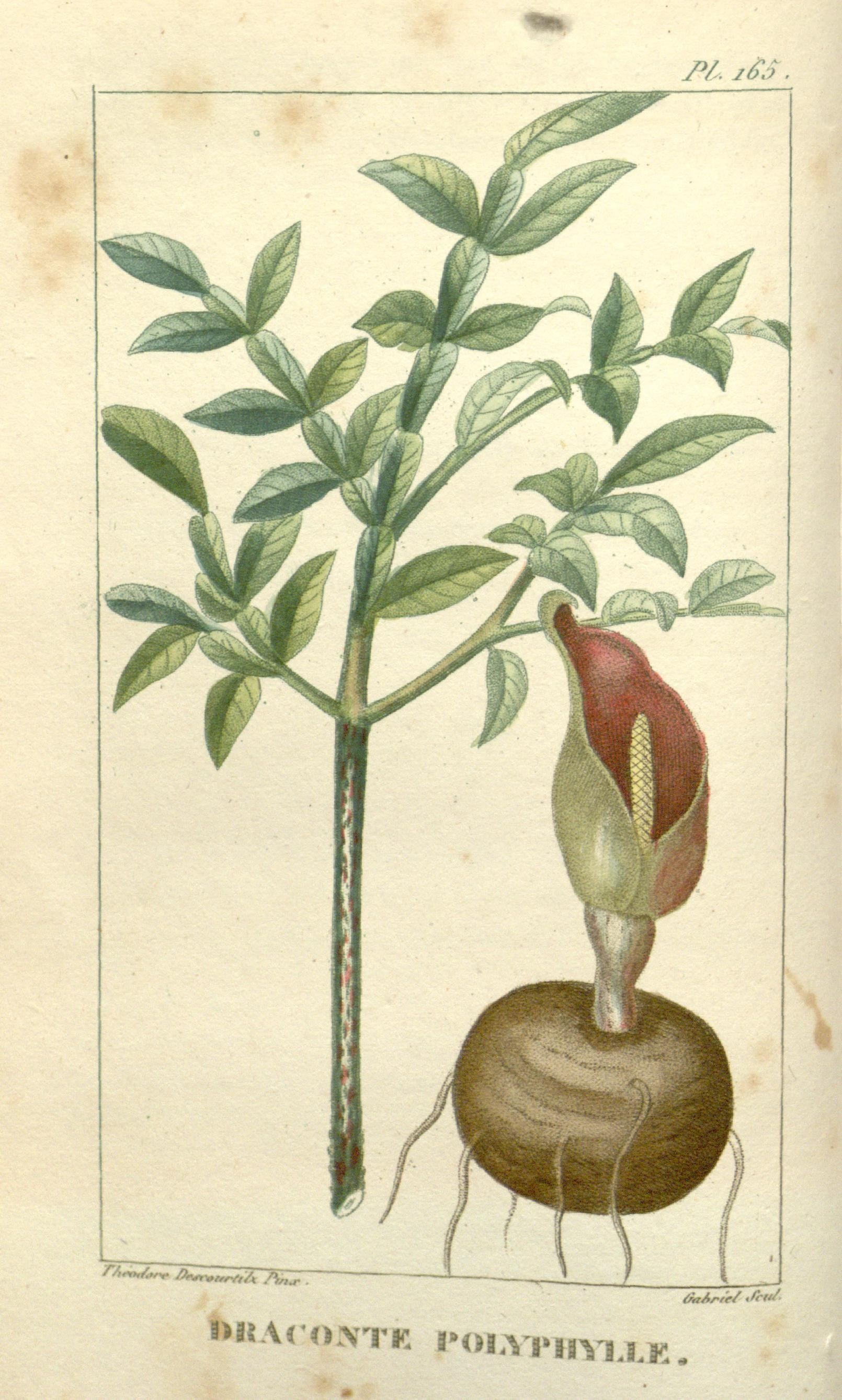
Dracontium polyphyllum na ilustraci z roku 1827

## Popis
Drakontya jsou vytrvalé, často rozměrné byliny, dorůstající výšky 1 až 5 metrů. Většina druhů prodělává v sušší části roku dormantní fázi a zatahuje na 2 až 4 měsíce do podzemní hlízy. Hlíza je polokulovitá, se zploštělou svrchní stranou, na povrchu hladká až silně svraskalá, dorůstající velikosti 2 až 20 cm, uložená až 75 cm hluboko v půdě. List bývá nejčastěji jen jeden, deštníkovitého tvaru, vyrůstající z pupenu na vrcholu hlízy. Má trojčetnou čepel členěnou v úkrojky dalšího řádu.
Květenství některých druhů rozkvétají před rašením listu, u jiných souběžně s listem, případně (u druhu D. spruceanum) kdykoliv v průběhu roku. Stopka květenství je většinou dlouhá (až 2,5 metru) a nadzemní, řidčeji zkrácená a skrytá pod zemí. Toulec je nálevkovitý až válcovitý, v horní části otevřený. Palice bývá válcovitá a kratší než toulec, po celé délce uniformní. Květy jsou oboupohlavné, s volným, zeleným nebo purpurovým okvětím složeným ze 4 až 8 lístků ve 2 kruzích. Obsahují 4 až 17 volných tyčinek a semeník neúplně rozdělený do 2 až 7 komůrek. V každé komůrce je jediné vajíčko. Čnělka přesahuje délkou okvětí a nese laločnatou bliznu. Plodem jsou oranžové, červené nebo hnědočervené bobule obsahující 1 až několik semen a sdružené do eliptického až válcovitého plodenství.

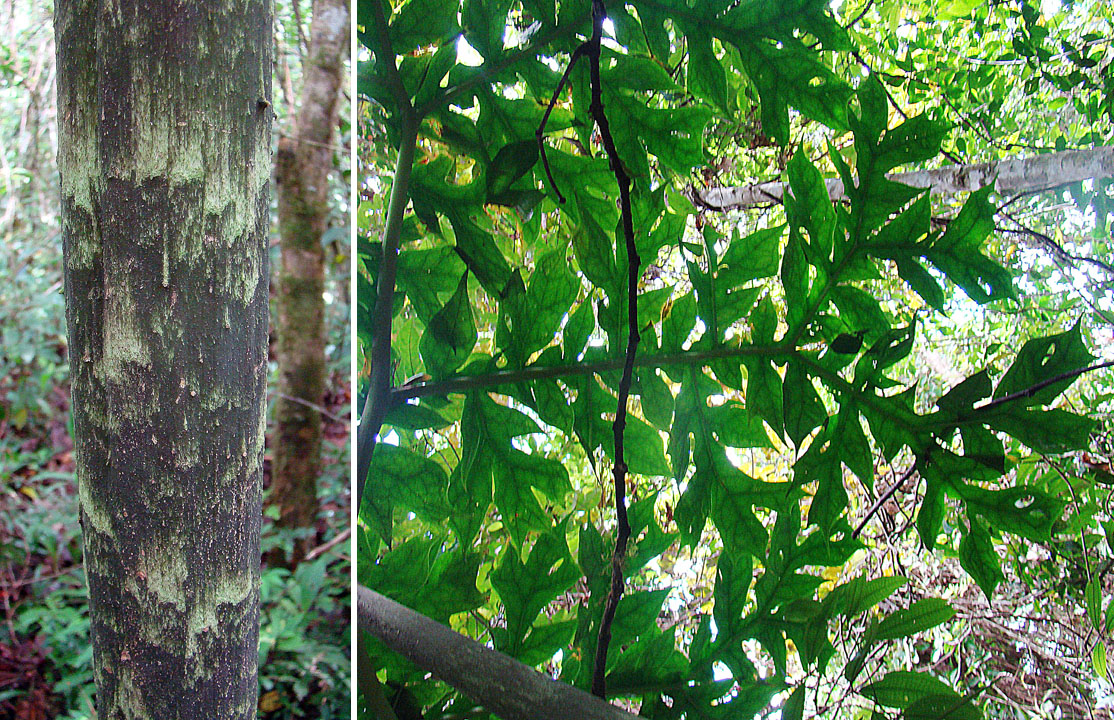
Řapík a číst čepele drakontya obřího
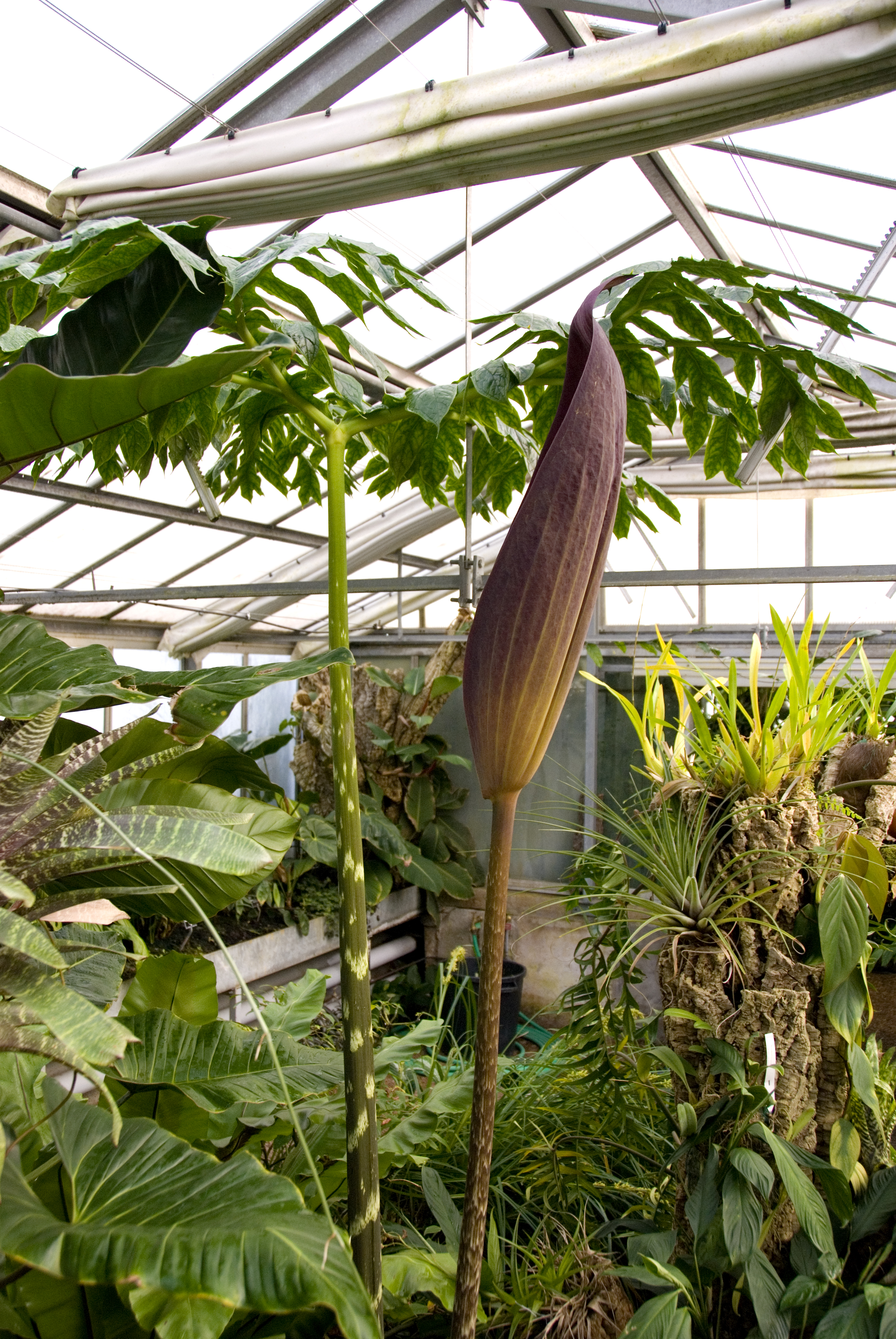
List a květenství D. pittieri

## Rozšíření
Do rodu drakontyum je řazeno 23 druhů, které jsou rozšířeny v tropické Americe. Souvislý areál rozšíření rodu sahá od Nikaraguy po střední Brazílii, Bolívii a po obratník Kozoroha v Paraguayi. Vyskytuje se též na Karibských ostrovech s výjimkou Kuby, izolovaná arela je v jihozápadním Mexiku (druh D. soconuscum ve státě Chiapas). Centrum druhové diverzity je v guyanské oblasti včetně přilehlých území Venezuely a Brazílie, kde roste celkem 7 druhů. Sekundární centrum je v peruánské Amazonii (5 druhů). Nejrozsáhlejší areál má druh D. spruceanum, rozšířený od Kostariky po brazilskou Amazonii. Jako jediný druh roste i na západních svazích And. Celkem 7 jihoamerických druhů jsou stenoendemity, známé nezřídka jen z několika lokalit.
Drakontya rostou jako geofyty v podrostu tropických deštných a vlhkých lesů, výjimečně (druh D. margaretae) i na savanách. Většina druhů je ekologicky úzce vyhraněná. Vyhledávají zejména okraje pralesů nebo mírně narušená místa. Druh D. margaretae roste na sezónních bažinách. Převážná většina druhů roste v nížinných pralesích v nadmořských výškách do 500 metrů, výjimečně dosahují až okolo 1000 metrů. Jediný ryze horský druh je D. croatii, endemický druh ekvádorských And.

## Ekologické interakce
Květenství drakontya podobně jako květenství zmijovce či užovníku silně zapáchají, přičemž jejich pach je nejčastěji přirovnáván ke hnijícímu masu, mrtvým rybám nebo zahnívající zelenině. Zajímavé je, že květenství nepáchne celý den, nýbrž jen po několik hodin, přičemž denní doba v níž květenství emituje zápach je u různých druhů rozdílná. Pach se tvoří zřejmě v toulci. V případě, že byl toulec z květenství odstraněn, se zápach netvoří. Pod elektronovým mikroskopem byly zjištěny struktury v okolí průduchů na vnitřní straně pokožky toulce, které mohou představovat osmofory (vonné žlázy) zodpovědné za tvorbu zápachu.
O tom, jaký hmyz květy drakontyí opyluje, je toho známo jen málo. Na květenstvích v kultuře byly pozorovány mouchy domácí a octomilky, v nečetných pozorováních v přírodě pak různé mouchy včetně bzučivek a brouci.
Opylení rostliny vlastním pylem je možné, plody z takto opylených květů však podle pozorování nedozrávají a navíc je samoopylení zabráněno protogynií. Květy na palici nakvétají postupně v průběhu 2 až 4 týdnů.
Semena pravděpodobně šíří ptáci konzumující bobule. Drakontya se běžně množí vegetativně prostřednictvím drobných hlízek vyrůstajících z hlavní hlízy. Tyto hlízky zpravidla zůstávají po několik let dormantní bez ohledu na to v jakém prostředí či podmínkách se nacházejí. V případě, že hlavní hlíza odumře a zetleje, vyrůstá z těchto dceřiných hlízek několik nových rostlin.

## Taxonomie
Rod Dracontium je v rámci čeledi Araceae řazen do podčeledi Lasioideae. Není tedy bezprostředně příbuzný s podobným rodem Amorphophallus, který je řazen do podčeledi Aroideae. Ucelená revize rodu byla vydána v roce 2004. Systematické zpracování rodu Dracontium je komplikováno specifickou fenologií. V herbářích převažují sterilní položky, navíc často nekompletní. Listy bývají pro herbářování příliš rozměrné a jeden list je proto nezřídka rozložen na celou řadu položek.

## Zástupci
- drakontyum obří (Dracontium gigas)[1]

## Význam
Řada druhů drakontyí je využívána domorodci jako potrava nebo v medicíně. Z rozdrcených řapíků a hlíz druhu D. asperum se smísením s alkoholem a cukrem připravuje tinktura, která se užívá vnitřně při léčení hadího uštknutí, zbytky dužniny se aplikují zevně přímo na postižené místo. K tomuto účelu se různými způsoby používá i řada jiných druhů.
Pečené hlízy D. asperum slouží domorodcům v brazilské Amazonii jako potrava.
Drakontya jsou pěstována jako bizarně vyhlížející rostliny v tropických zahradách. Jsou nápadná zejména deštníkovitými listy se skvrnitými řapíky. Některé druhy lze nalézt ve sbírkách botanických zahrad, např. drakontyum obří v Liberecké botanické zahradě. Tento druh je pěstován v evropských botanických zahradách již od jeho objevení v Nikaragui v roce 1869. Množí se nejsnáze dceřinými hlízkami.